# Petrecerea cârnaților
Petrecerea cârnaților (titlu original: Sausage Party) este un film american de animație 3D din anul 2016. Filmul este regizat de către Conrad Vernon și Greg Tiernan și scris de către Kyle Hunter, Ariel Shaffir, Seth Rogen și Evan Goldberg. Vocile sunt asigurate de Seth Rogen, Kristen Wiig, Jonah Hill, Bill Hader, Michael Cera, James Franco, Danny McBride, Craig Robinson, Paul Rudd, Nick Kroll, David Krumholtz, Edward Norton, Salma Hayek și Meat Loaf. 